# Fonal

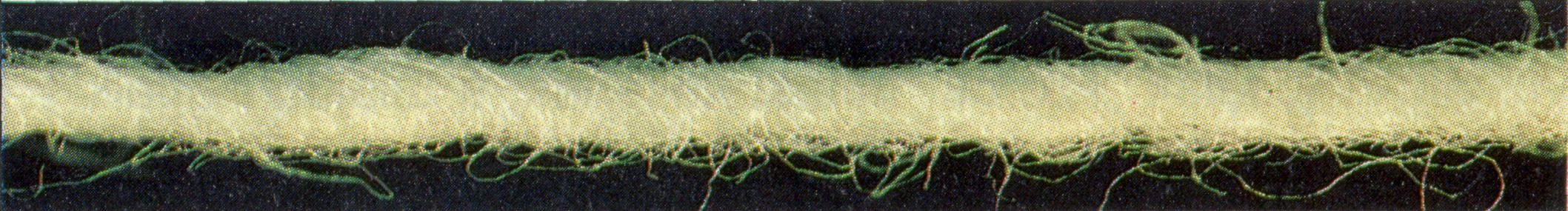
Fonal

A fonal vékony szálakból álló vékony, a vastagságához képest igen hosszú képződmény.
A fonalakat rendkívül sok helyen használják. Mindenekelőtt fonalból készül a textilanyagok legtöbbje, de használják - a cérna mellett - varrásra is, ezenkívül felhasználják a cérnagyártásra, kábelszigetelésre, kompozitok erősítésére, sebvarrásra stb. is.

## A fonalak alaptípusai
A fonalaknak két alaptípusa van:
- font fonal: rövid szálakból, a fonás eljárásával készített fonal,
- filamentfonal: egyetlen vagy több folyamatos szálból ("filamentből") álló fonal.

A fonalak a textilipari feldolgozásra alkalmas mindenféle természetes és mesterséges anyagból készülhetnek; ezeket gyűjtőnéven szálasanyagoknak nevezik.
A természetes szálasanyagokból (pl. pamut, len, kender, gyapjú stb.) általában font fonalakat készítenek. A mesterséges szálasanyagok (pl. viszkóz, nylon, poliészter stb.) feldolgozhatók szintén fonási eljárással, de készíthető belőlük filamentfonal is. A selyem, amely szintén természetes szálasanyag, elsődlegesen folyamatos szálú fonalként jelenik meg, de készítenek belőle font fonalat is.
A szintetikus polimerekből készített filamentfonalak egy további feldolgozási műveletét jelenti a terjedelmesítés, amelynek eredménye a terjedelmesített vagy texturált fonal.

## A fonalak fő tulajdonságai

### A fonal finomsága
A fonal finomsága a vastagságára jellemző adat. Mivel azonban a nagyjából hengeres fonal vastagsága (átmérője) nehezen mérhető adat, ezt közvetett módon: a fonal hosszának és tömegének viszonyával adják meg. Alapvetően két rendszer használatos:
- a tömegegységre eső fonalhossz, ill.
- az egységnyi hosszúságú fonal tömegének

megadása.
- A tömegegységre eső fonalhossz megadásánál Európában általában a metrikus mértékegységeket használják, kivéve a briteket, akik itt is az angol mértékegységekkel dolgoznak.

A metrikus fonalfinomság (jele: Nm, a numerus metricus kifejezés rövidítése) az 1 gramm tömegű fonal hosszát jelenti méterben kifejezve. Angol rendszerű finomsági számozásnál a font (453 gramm) a tömegegység, hosszegységként a yard (0,914 m) nyersanyagtól függő többszörösei használatosak. Az így értelmezett finomsági szám annál nagyobb, minél finomabb, azaz minél vékonyabb a fonal, ezért ezt indirekt finomsági számnak nevezik.
- Az egységnyi hosszúságú fonal tömegén alapuló finomsági szám esetében a hosszegység az 1000 méter, a tömegegység a gramm. (1 tex finomságú a fonal, ha 1000 méter hosszúságú szakaszának tömege 1 gramm.) Minél vastagabb a fonal, annál nagyobb ez a szám, ezért ezt direkt finomsági számnak nevezik. Az így számított finomsági szám jele: tex. Használatos még a decitex (dtex, azaz 10 000 méter hosszegységre számított tömeg) is. Bizonyos fajta fonalak esetében (selyemfonalak, mesterséges alapanyagú filamentfonalak) használatos még a denier (ejtsd: dönié, rövidítve: den), ez 9000 méter hosszú fonal tömegét jelenti grammban kifejezve.

A kétféle finomsági szám rendszer egymásba átszámítható:
Nm = 1000/tex = 10 000/dtex = 9000/den
illetve
tex = 1000/Nm = 0,1 × dtex = 0,11 × den
den = 9000/Nm = 9,1 × tex = 0,91 × dtex
Így például egy Nm 50 finomságú fonal (amelyből tehát 1 grammnyi mennyiség 50 méter hosszú) megfelel 1000/50 = 20 tex ill. 200 dtex vagy 180 den finomságnak.

### A fonal sodrata

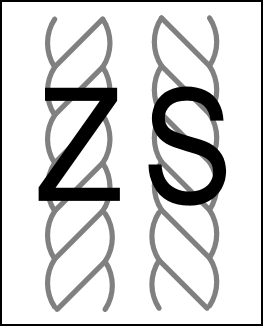
Z ill. S sodratú fonal

- A fonal sodratszáma az 1 méter hosszú fonalra jutó csavarodások számát jelenti. Minél nagyobb ez a szám, annál erősebb, de egyúttal annál merevebb a fonal. A sodratszám nem fokozható egy bizonyos mértéken túl, mert akkor a fonal már nagyon erősen pöndörödik, ami a feldolgozását nehezíti, és ha túlsodorják, akkor a felületéhez közel levő szálak már elszakadnak és a fonal szilárdsága csökken.

- A sodratszámon felül nagyon fontos a sodratirány. Kétféle sodratirány használatos: a jobb (szakmai jelöléssel: Z) illetve a bal sodrat (szakmai jelöléssel: S).

### A fonal szakítóereje
Nagyon fontos adat, hogy milyen erős a fonal, azaz milyen terhelés alatt szakad el. A szakítóerőt általában newtonban (N) vagy centinewtonban (cN) adják meg. A fajlagos szakítóerő egy viszonyszám, a szakítóerőnek a fonal vastagságára jellemző adattal (azaz a direkt finomsági számmal) képzett hányadosa, például cN/dtex.
Használatos még a szakítóhossz is, ez azt a hosszúságot jelöli, amely alatt a fonal saját súlya alatt elszakad. Szokásos mértékegysége a kilométer.

### Szakadási nyúlás
Mind a feldolgozás, mind a használat szempontjából fontos adat az a hosszváltozás (nyúlás), amely a fonal szakadásáig bekövetkezik. Ezt a kiindulási mérethez viszonyítva százalékban adják meg.

### Egyenletesség
A fonal egyenletességén keresztmetszetének (vastagságának) egyenletességét értik. Ez nagy mértékben függ a felhasznált nyersanyag (szálasanyag) fajtájától, minőségétől és az alkalmazott fonási eljárásoktól ill. a gyártáshoz használt gépek állapotától. Szép, egyenletes felületű kelme csak egyenletes fonalakból készíthető.